# NGC 2933
NGC 2933 (również PGC 27436 lub UGC 5132) – galaktyka spiralna (S?), znajdująca się w gwiazdozbiorze Lwa. Odkrył ją Albert Marth 1 kwietnia 1864 roku.